# Mumtaz Shanti
Mumtaz Shanti est une actrice populaire indienne de Bollywood des années 1940 et 1950 connue pour son interprétation dans Kismet (1943).

## Biographie
Mumtaz Begum est née à Dinga au Pendjab vers 1920 d'une mère hindoue et d'un père musulman nommé Mumtaz Shahi,,. Devenue orpheline à un jeune âge, elle est élevée par une tante et poursuit une éducation artistique.
Elle commence sa carrière au théâtre et présente son propre spectacle, le Mumtaz Variety Show, puis se lance dans le cinéma en 1939. Mumtaz Shanti fait ses débuts d'actrice dans Sohni Kumharan, un film pendjabi tourné à Calcutta, et se tourne trois ans plus tard vers le cinéma de Lahore. C'est ainsi qu'elle est à l'affiche de Mangti qui sort en 1942. Cette comédie de Roop K. Shorey est un tel succès qu'elle reste à l'affiche pendant 75 semaines dans un cinéma de Lahore. Devika Rani la remarque et l'engage pour jouer le rôle principal dans Basant (1942) que son studio Bombay Talkies prépare. Le film est une grande réussite commerciale et Mumtaz Shanti enchaîne avec Kismet (1943) où elle donne la réplique à Ashok Kumar. C'est un triomphe.
Mais emportée elle aussi dans la tourmente qui voit Bombay Talkies se scinder en deux, elle quitte le studio. Les films auxquels elle participe ensuite, toujours dans le premier rôle, ne marquent pas les esprits si ce n'est Chand Chakori (1945) qui parvient à se hisser à la sixième place du box-office de cette année-là. Son jeu daté et souvent larmoyant se prête mal à une époque qui voit émerger les nouveaux talents de Raj Kapoor, Dev Anand et Dilip Kumar. En 1948, Mumtaz Shanti est à l'affiche avec ce dernier dans Ghar Ki Izzat de Ram Daryani. Là encore, le film aurait été oublié sans la présence du « Roi de la tragédie ». La critique de son interprétation est élogieuse mais cela ne suffit pas à faire venir le public dans les salles. Cette même année, elle donne naissance à son fils Sikandar.
Elle était venue à Bombay avec son mari l'écrivain et réalisateur Walli Saheb en 1942. Elle quitte la scène et repart avec lui à Lahore au milieu des années 1950. Walli Saheb tourne encore quelques films au Pakistan nouvellement formé, mais Mumtaz Shanti est peu à peu oubliée. Elle meurt dans l'anonymat vers 1993.

## Filmographie
- 1939 : Sohni Kumharan de Raj Hans[note 3]
- 1942 : Mangti de Roop K. Shorey

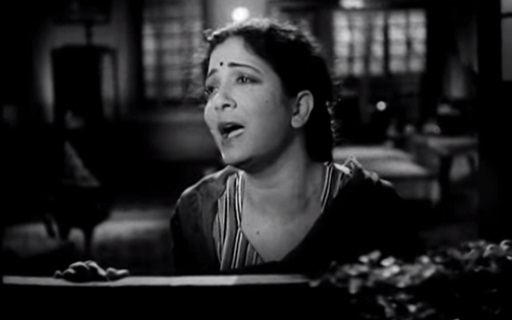
Mumtaz Shanti dans Kar Ki Izzat (1948)

- 1942 : Basant de Amiya Chakrabarty
- 1943 : Kismet de Gyan Mukherjee
- 1943 : Sawal de Niranjan
- 1943 : Badalti Duniya de Mohan Sinha
- 1944 : Pagli Duniya de Aspi Irani
- 1944 : Lady Doctor de Walli Saheb
- 1944 : Bhartruhari de Chaturbhuj Doshi
- 1945 : Chand Chakori de Kidar Sharma
- 1946 : Dharti de Manibhai Vyas
- 1946 : Magadharj de Rama Chowdhury
- 1946 : Pujari de Aspi Irani
- 1946 : Shravan Kumar de Ram Daryani
- 1947 : Doosri Shaadi de Ram Daryani
- 1947 : Diwani de Y.D. Sarpotdar
- 1948 : Ghar Ki Izzat de Ram Daryani
- 1948 : Padmini de Walli Saheb
- 1948 : Heer Ranjah de Walli Saheb
- 1950 : Biwi de Kishore Sharma
- 1950 : Putli de Walli Saheb
- 1950 : Ahuti de Kulbhushan
- 1952 : Sanskar de Vishnu Vyas
- 1952 : Zamane Ki hAwa de Walli Saheb